# Olga Aranđelović
Olga Aranđelović (Sombor, 31 de enero de 1948.) es una poetisa Serbia.

## Biografía
Olga Aranđelović nació el 31 de enero de 1948 en Sombor. Vive en Paraćin. Es abogado jubilado de profesión. Publicó poemas en: antologías Niš y Paračin, Niš Narodne novine, el diario Politika y la revista Niš Gradina.Publicó poemas en el periódico estudiantil de Niš, Glas Omladine, así como en la antología Niš-antología de poetas de Niš, editado por Zoran Milić, bajo Ella publicó su primera colección de poemas en 1989, bajo el título "Cantera", primera edición, publicada por ROID, Vuk Karadžić, Paraćin. Es miembro de la Asociación de Escritores de la Patria y la Dispersión y miembro de la Asociación Literaria de Yugoslavia. Es miembro de muchos grupos de Facebook en español. En esos grupos de Facebook obtuvo diplomas.

## Canciones
- Oda a San Sava
- El tiempo de dios
- La carta[1]
- Cantera
- Después del terremoto
- De donde venimos
- Nostalgia
- Luciérnaga eterna
- En mis ojos, un mar extranjero
- Estoy llorando por ti ahora también
- Hora de la muerte de la isla de la muerte
- Preludio
- Un recuerdo
- Moravá
- Madres
- Hay algo irrazonable en ese caminar
- Preludio Nuestro Kosovo otra vez
- Sin título (Ella no era una cierva)
- Un monólogo con un hombre.
- La ocasión
- EE.UU
- Estrella de Navidad
- Impotencia[2]